# Исей
Исе́й из Халкиды (около 420 — около 350 гг. до н. э.) — один из десяти канонических афинских ораторов.
По преданию, был учеником Исократа. Профессией Исея было написание по заказу судебных речей, в политической жизни вряд ли участвовал. Демосфен обучался риторике у Исея.
В истории афинского ораторства он вместе с Лисием стоит посредине между прямым и безыскусственным Антифоном и художественно законченными и в то же время сильными и энергичными речами Демосфена. Критика древности считала, что у Исея было меньше простоты, краткости и естественности, чем у Лисия. Из 64 речей, приписывавшихся Исею, сохранились 11, часть 12-й и названия 42 других.

## Тексты и переводы
- Русский перевод некоторых отрывков: Исей. Речи. Перевод с древнегреческого Г.А. Тарояна (Москва) // Вестник древней истории, 2013, №1.
- В серии «Loeb classical library» сочинения Исея изданы в томе 202.
- В серии «Collection Budé»: Isée. Discours. Texte établi et traduit par P. Roussel. 3e tirage 2003. 380 p.